# Référendum de 2006 sur l'indépendance du Monténégro
 (mai 2024).
Si vous disposez d'ouvrages ou d'articles de référence ou si vous connaissez des sites web de qualité traitant du thème abordé ici, merci de compléter l'article en donnant les références utiles à sa vérifiabilité et en les liant à la section « Notes et références ».
Le référendum sur l'indépendance du Monténégro se tient le 21 mai 2006. À une majorité  de 55,5 %, il décide de mettre fin à l'union serbo-monténégrine, une union politique qui avait succédé en 2003 à la république fédérale de Yougoslavie.

## Contexte

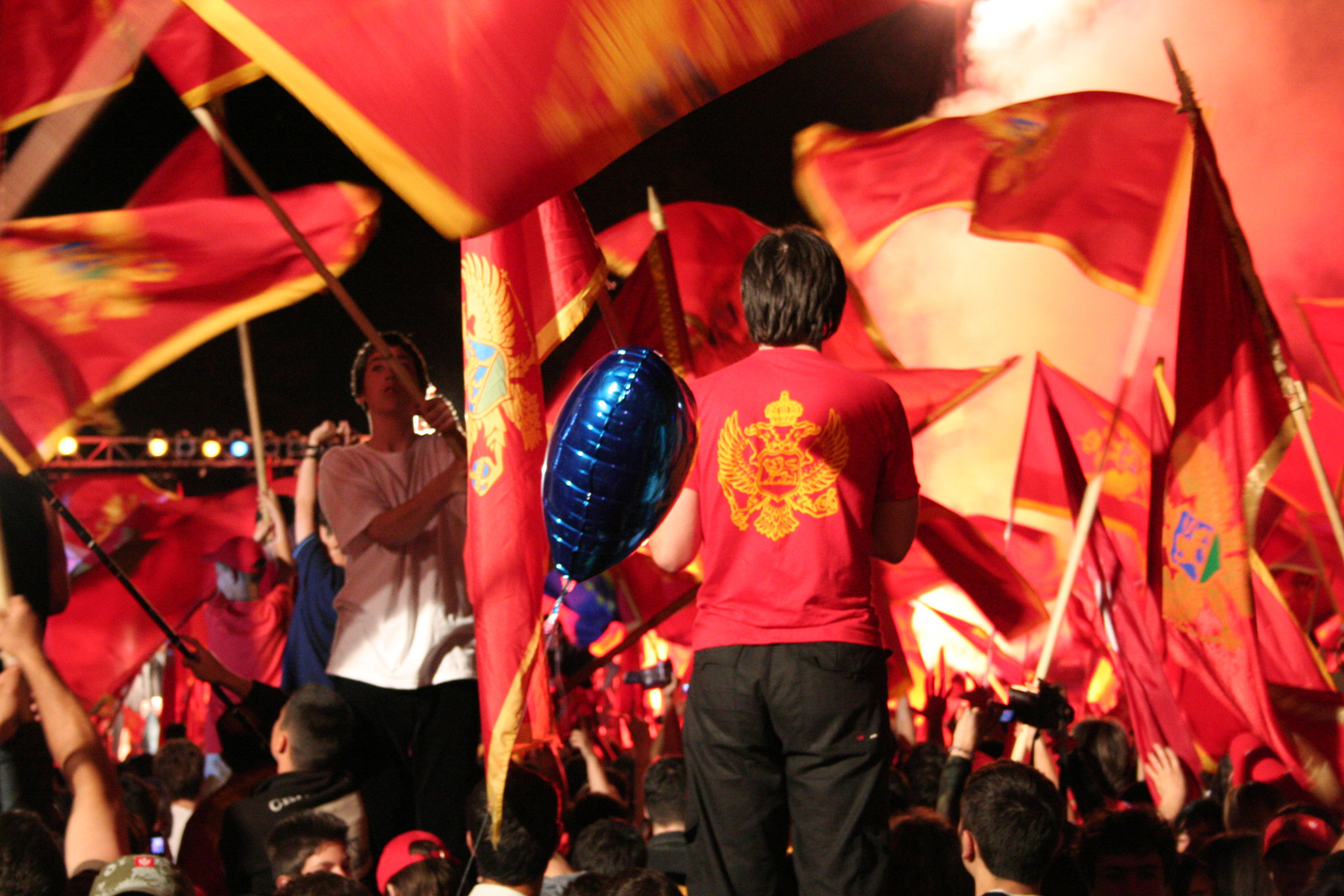
Célébrations des indépendantistes dans la ville de Cetinje.

C'est le Parlement du Monténégro qui adopte la loi organisant le référendum, faisant ainsi suite à un précédent référendum organisé en 1992 où le « non » l'avait emporté à 95,96 %.
Sur recommandation de l'Union européenne, le seuil minimal pour légitimer l'accession à la souveraineté internationale de cette ex-république yougoslave associée à la Serbie au sein de l'État de Serbie-et-Monténégro est fixé à 55 % de « oui ».
Se tenant le 21 mai 2006, le résultat est annoncé le lendemain par le président de la commission référendaire František Lipka (en). Le « oui » l’emporte avec 55,5 % des voix et un taux de participation de 86,5 %.

## Controverses
La diaspora monténégrine, qui compte 800 000 personnes en Serbie (à comparer à la population de la république du Monténégro, 600 000 personnes), n'a pas le droit de vote, remettant en cause sa validité pour de nombreux Monténégrins unionistes. 

## Résultats

### Nationaux
| Choix                     | Votes   | %     | Quorum |
| ------------------------- | ------- | ----- | ------ |
| Pour                      | 230 711 | 55,50 | ✔ 55 % |
| Contre                    | 184 954 | 44,50 |        |
|                           |         |       |        |
| Votes valides             | 415 665 | 99,15 |        |
| Votes blancs et invalides | 3 571   | 0,85  |        |
| Total                     | 419 236 | 100   |        |
| Abstention                | 65 482  | 13,51 |        |
| Inscrits/Participation    | 484 718 | 86,49 |        |

### Par municipalités
| Municipalités | Oui              | Non              | Inscrit | Votants           |
| ------------- | ---------------- | ---------------- | ------- | ----------------- |
| Andrijevica   | 1 084 (27,6 %)   | 2 824 (71,89 %)  | 4 369   | 3 928 (89,91 %)   |
| Bar           | 16 640 (63,07 %) | 9 496 (35,99 %)  | 32 255  | 26 382 (81,79 %)  |
| Berane        | 11 268 (46,85 %) | 12 618 (52,46 %) | 28 342  | 24 051 (84,86 %)  |
| Bijelo Polje  | 19 405 (55,36 %) | 15 437 (44,04 %) | 40 110  | 35 051 (87,39 %)  |
| Budva         | 5 908 (52,75 %)  | 5 180 (46,25 %)  | 12 797  | 11 200 (87,52 %)  |
| Danilovgrad   | 5 671 (53,15 %)  | 4 887 (45,81 %)  | 11 784  | 10 669 (90,54 %)  |
| Žabljak       | 1 188 (38,37 %)  | 1 884 (60,85 %)  | 3 407   | 3 096 (90,87 %)   |
| Kolašin       | 2 852 (41,82 %)  | 3 903 (57,23 %)  | 7 405   | 6 820 (92,1 %)    |
| Kotor         | 8 200 (55,04 %)  | 6 523 (43,79 %)  | 17 778  | 14 897 (83,79 %)  |
| Mojkovac      | 3 016 (43,55 %)  | 3 849 (55,57 %)  | 7 645   | 6 926 (90,59 %)   |
| Nikšić        | 26 387 (52,01 %) | 23 837 (46,98 %) | 56 461  | 50 737 (89,86 %)  |
| Plav          | 7 016 (78,47 %)  | 1 874 (20,96 %)  | 12 662  | 8 941 (70,61 %)   |
| Plužine       | 716 (24,2 %)     | 2 230 (75,36 %)  | 3 329   | 2 959 (88,88 %)   |
| Pljevlja      | 9 115 (36,07 %)  | 16 009 (63,36 %) | 27 882  | 25 268 (90,62 %)  |
| Podgorica     | 60 626 (53,22 %) | 52 345 (45,95 %) | 129 083 | 113 915 (88,25 %) |
| Rožaje        | 13 835 (90,79 %) | 1 314 (8,62 %)   | 19 646  | 15 239 (77,57 %)  |
| Tivat         | 4 916 (55,86 %)  | 3 793 (43,1 %)   | 10 776  | 8 800 (81,66 %)   |
| Ulcinj        | 12 256 (87,64 %) | 1 592 (11,38 %)  | 17 117  | 13 985 (81,7 %)   |
| Herceg Novi   | 7 741 (38,28 %)  | 12 284 (60,75 %) | 24 487  | 20 220 (88,50 %)  |
| Cetinje       | 11 536 (85,21 %) | 1 818 (13,43 %)  | 15 077  | 13 538 (89,79 %)  |
| Šavnik        | 906 (42,67 %)    | 1 197 (56,38 %)  | 2 306   | 2 123 (92,06 %)   |
| Prison        | 379 (76,57 %)    | 108 (21,82 %)    | -       | 495               |

## Réactions
L'une des premières réactions fut celle du chef du Parti québécois, un parti souverainiste du Québec, qui salue la victoire du Monténégro. Critiquant dès le début la barre des 55 % nécessaire pour l'accession à l'indépendance, il rappelle que le cas monténégrin ne doit pas être une jurisprudence en droit international et qu'une victoire à un éventuel référendum sur la souveraineté québécoise doit se faire avec 50 % plus une voix.

## Conséquences
Le Parlement du Monténégro déclare officiellement son indépendance le 3 juin 2006.
Cela a notamment pour conséquence que le Monténégro n'est plus membre des organisations internationales auxquelles appartient la Serbie. C'est par exemple le cas du Conseil de l'Europe et de l'Organisation des Nations unies, auprès desquels le Monténégro a fait une demande pour entrer comme membre à part entière.